# Rutov
Rutov (německy Rutow) je malá vesnice, část obce Mnich v okrese Pelhřimov. Nachází se asi 3 km na sever od Mnichu. V roce 2009 zde bylo evidováno 10 adres. V roce 2001 zde trvale žilo 20 obyvatel.
Rutov leží v katastrálním území Chválkov u Kamenice nad Lipou o výměře 6,18 km2.

## Další fotografie

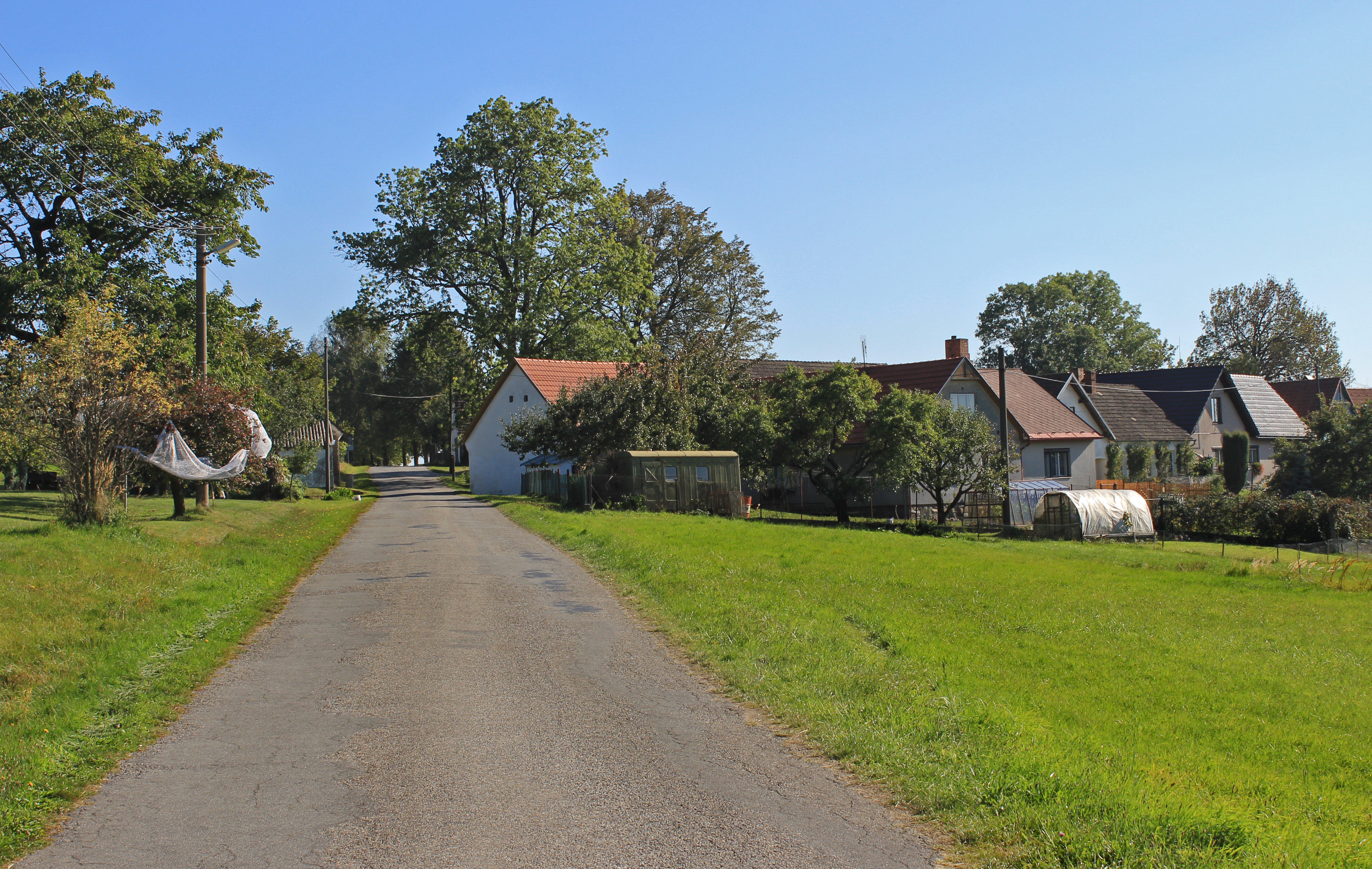
Vesnice od severu
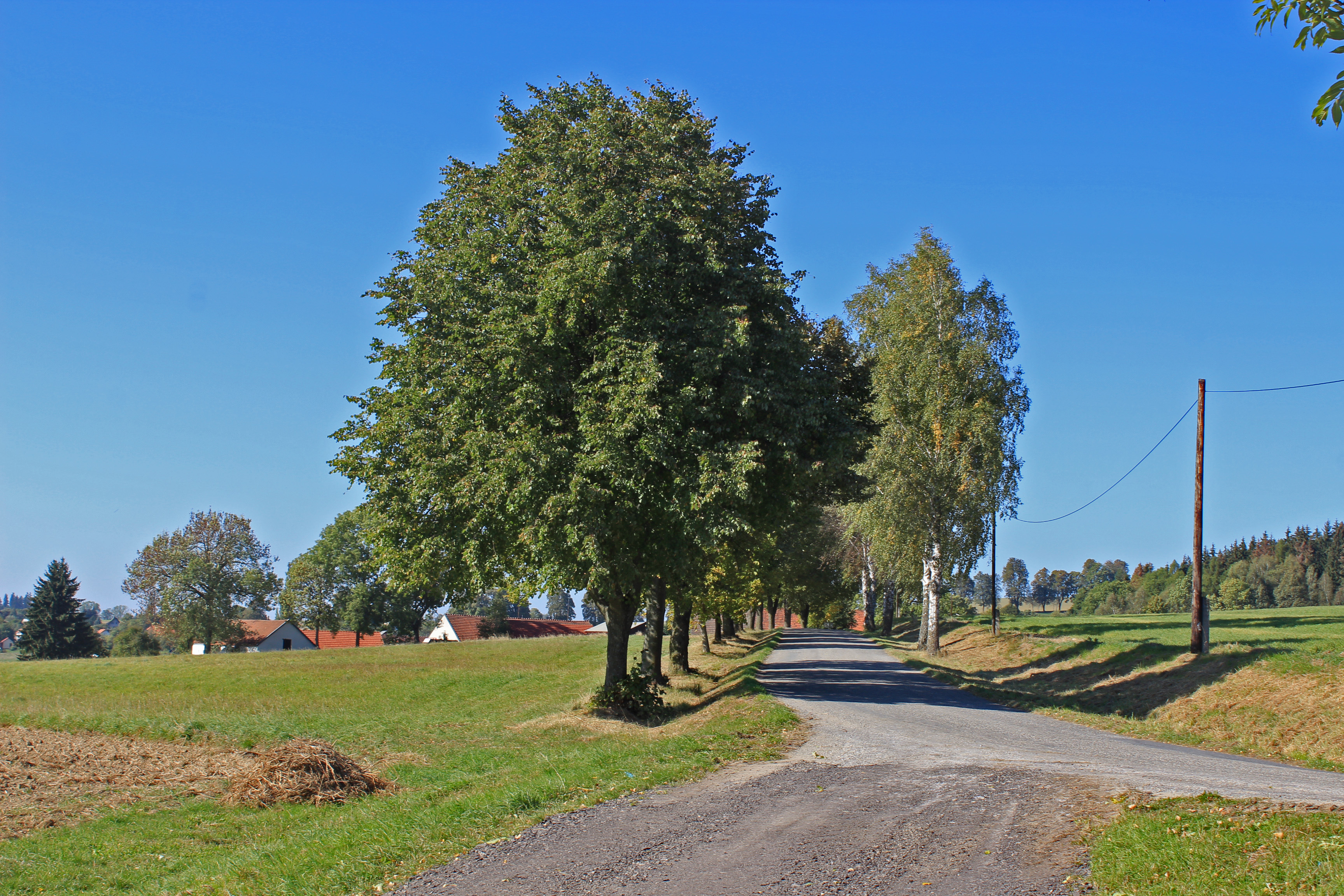
Příjezd od Dvořiště